# حملة ميت رومني الرئاسية 2012

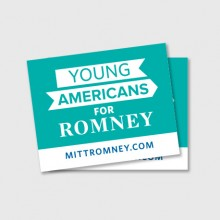
الأمريكيون الشباب - ملصق رومني

حملة ميت رومني الرئاسية 2012 بدأت بعد حملته الرئاسية 2008.

## انتخابات مؤتمر الحزب الجمهوري فينيفادا2012
أقيمت انتخابات مؤتمر الحزب الجمهوري في نيفادا 2012 في 4 فبراير وقد سجلت استطلاعات الرأي تفوقا لميت رومني. وفعلا فقد حاز على 42.3% من الأصوات مقابل 26.0% لنيوت جينجريتش و18.7% لرون بول و12.9% لريك سانتوروم. وكان ميت رومني قد فاز في انتخابات مؤتمر الحزب الجمهوري في نيفادا 2008 حيث كان 26% من ناخبي نيفادا الجمهوريين في مجالس الناخبين من المورمون وقدم 95% منهم دعمهم له. وقد حاز وقتها على 50% من أصوات المندوبين. وقد ركّز رومني حملته في ولاية نيفادا على البطالة. قال عضو مجلس الشيوخ لندزي غراهام أن ميت رومني «سيكون مرشحنا».